# Халін (Великопольське воєводство)
Халін (пол. Chalin) — село в Польщі, у гміні Серакув Мендзиходського повіту Великопольського воєводства.
Населення — 24 особи (2011).

## Демографія
Демографічна структура станом на 31 березня 2011 року:
|          | Загалом | Допрацездатний вік | Працездатний вік | Постпрацездатний вік |
| -------- | ------- | ------------------ | ---------------- | -------------------- |
| Чоловіки | 8       | 0                  | 8                | 0                    |
| Жінки    | 16      | 5                  | 6                | 5                    |
| Разом    | 24      | 5                  | 14               | 5                    |